# 호광총독
호광총독(湖廣總督)은 중국 청나라 왕조의 지방 장관의 관직이다. 호광성(후베이, 후난)의 총독으로 관할 지역의 군정과 민정을 모두 총괄했다.
정식 명칭은 이후 호북호남총독(湖北湖南総督)으로 개칭되었는데, 명나라 때는 호북성과 호남성이 호광성에 속해 있었기 때문에 호광총독으로 원래의 명칭을 사용하게 되었다. 

## 연혁
- 1644년 (순치 원년)에 호광총독이 설치되었다. 총독부는 무창에 설치되었으며, 호북성과 호남성을 관할했다.
- 1668년 (강희 7년), 폐지된다.
- 1670년 (강희 9년), 다시 설치된다.
- 1680년 (강희 19년), 천호총독(川湖総督)으로 개칭하지만, 같은 해에 호광총독으로 되돌아 간다.
- 1687년 (강희 26년), 호북호남총독으로 개칭된다.
- 1904년 (광서 30년), 이후 호광총독으로 호북순무(湖北巡撫)를 겸임하게 된다.

## 참고자료
- 《청사고》, 116권, 91지, 직관3 : 외관(職官三：外官)